# Gulrödnäbbad rall
Gulrödnäbbad rall (Mustelirallus erythrops) är en fågel i familjen rallar inom ordningen tran- och rallfåglar. Den förekommer fläckvist i Sydamerika, men även in i Panama. Tillfälligt har den nått USA och Patagonien. Beståndet anses vara livskraftigt.

## Utseende
Gulrödnäbbad rall är en 18–20 cm lång vackert mönstrad rall. Den är gråaktig i ansiktet och på bröstet, brun på ovansidan och.kraftigt tvärbandad i svart och vitt på buk och undergump. Benen är lysande röda och näbben är som namnet avslöjar bjärt röd och gul. Sympatriska arten gråbröstad dvärgrall (Laterallus exilis) är mindre, med kastanjebrunt på nacken och övre delen av manteln, tunna vita tvärband på övre vingtäckarna, sotgrön näbb och gulbruna ben. Allopatriska nära släktingen colombiarallen är mycket lik, men denna har obandade kanelbruna flanker och övre stjärttäckare och gulare näbb med orange längst in.

## Läte
Lätet består av en lång och gradvis accelereande serie med gläfsande ”kjek”, ibland åtföljt av tre till fyra korta spinnande toner som faller i tonhöjd. Även grodlika och gutturala ”auuk” hörs. Varningslätet är ett vasst ”twack”.

## Utbredning och systematik
Gulrödnäbbad rall delas in i två underarter med följande utbredning:
- Mustelirallus erythrops olivascens – förekommer från västra Panama till Venezuela, Guyanaregionen, nordvästra Argentina och Brasilien
- Mustelirallus erythrops erythrops – förekommer i Galápagosöarna och i kustområden i Peru, från Lima till Lambayeque

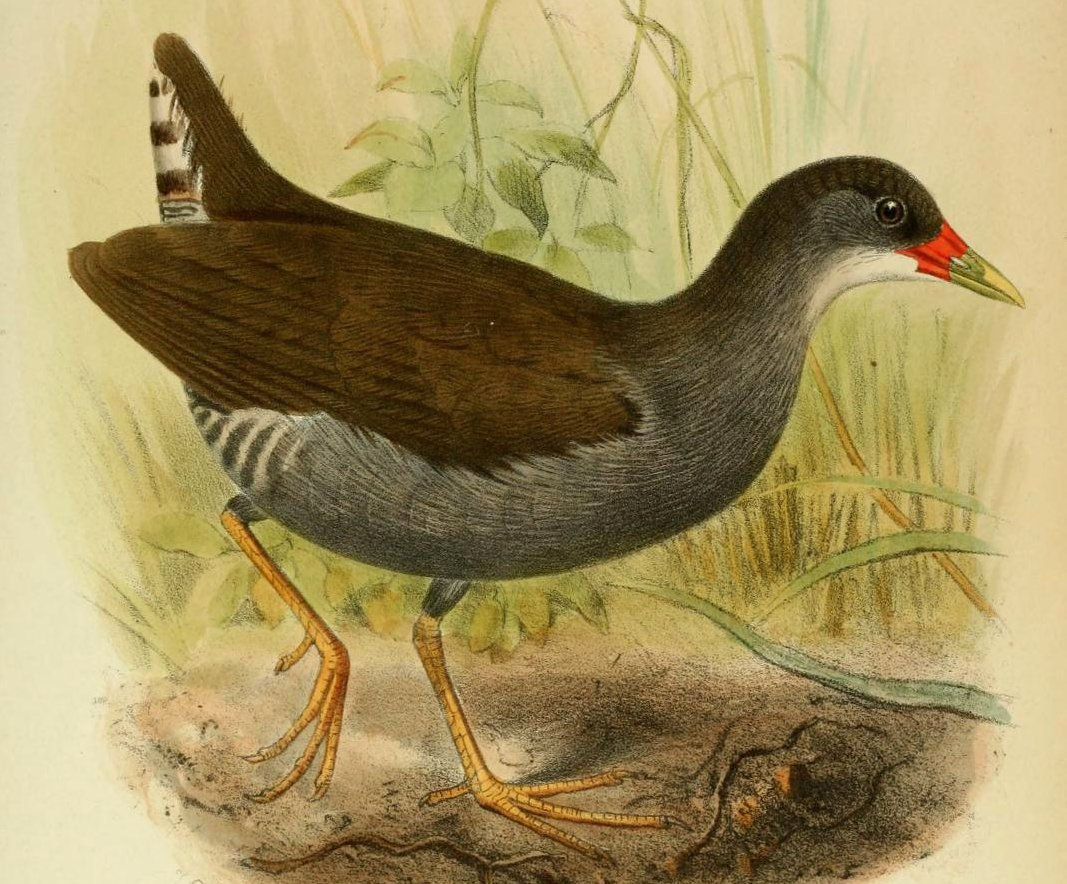

Arten verkar ha en benägenhet att röra sig vida omkring. Den har setts vid minst två tillfällen i USA, erythrops i Texas 1972 och troligen olivascens i Virginia 1978. Gulrödnäbbad rall har även påträffats så långt söderut som Valdéshalvön i argentinska Patagonien.

### Släktestillhörighet
Gulrödnäbbad rall placeras traditionellt i Neocrex tillsammans med colombiarallen. Genetiska studier visar att de är nära släkt med vithakad rall, tidigare i Porzana. Dessa har därför förts till ett och samma släkte, där Mustelirallus har prioritet, Senare studier visar att även zapatarallen (Cyanolimnas serverai) är närbesläktad och därför också förts till släktet.

## Levnadssätt
Gulrödnäbbad rall bebor vattenrika områden som vassbälten, gräsrika våtmarker, risfält och dräneringsdiken, men kan också hittas i betesmarker, igenväxta buskmarker, majsfält, trädgårdar och fuktiga skogsmarker upp till 3375 meters höjd. Överallt är den mycket svår att få syn på. Födan består av insekter, dubbelfotingar och frön som den plockar från marken, ibland utmed grusväger och i öppna gläntor intill tät vegetation vid gryning och skymning.

### Häckning
Arten har noterats i häckningstillstånd i juli i Venezuela och i Galápagosöarna november–februari. I Brasilien har en kull med fem ägg hittats i slutet av mars, i ett annat bo ägg som kläcks i slutet av april och ungar fotograferade i maj och juni. I sydöstra Brasilien har dock fortfarande duntäckta ungar observerats i slutet av oktober. Det skålformade boet av gräs placeras på eller nära marken, bland annat noterat i majsfält. Däri lägger den fem till sju ägg som ruvas i åtminstone 23–25 dagar.

## Status
Arten har ett stort utbredningsområde. Trots oklarheter i beståndsutvecklingen anses den inte vara hotad. Internationella naturvårdsunionen IUCN listar den därför som livskraftig (LC). Beståndet uppskattas till i storleksordningen 50 000 till en halv miljon vuxna individer.

## Taxonomi och namn
Gulrödnäbbad beskrevs taxonomiskt som art av Philip Lutley Sclater 1867. Det vetenskapliga artnamnet erythrops betyder "rödögd".